# Frauenmilchbank

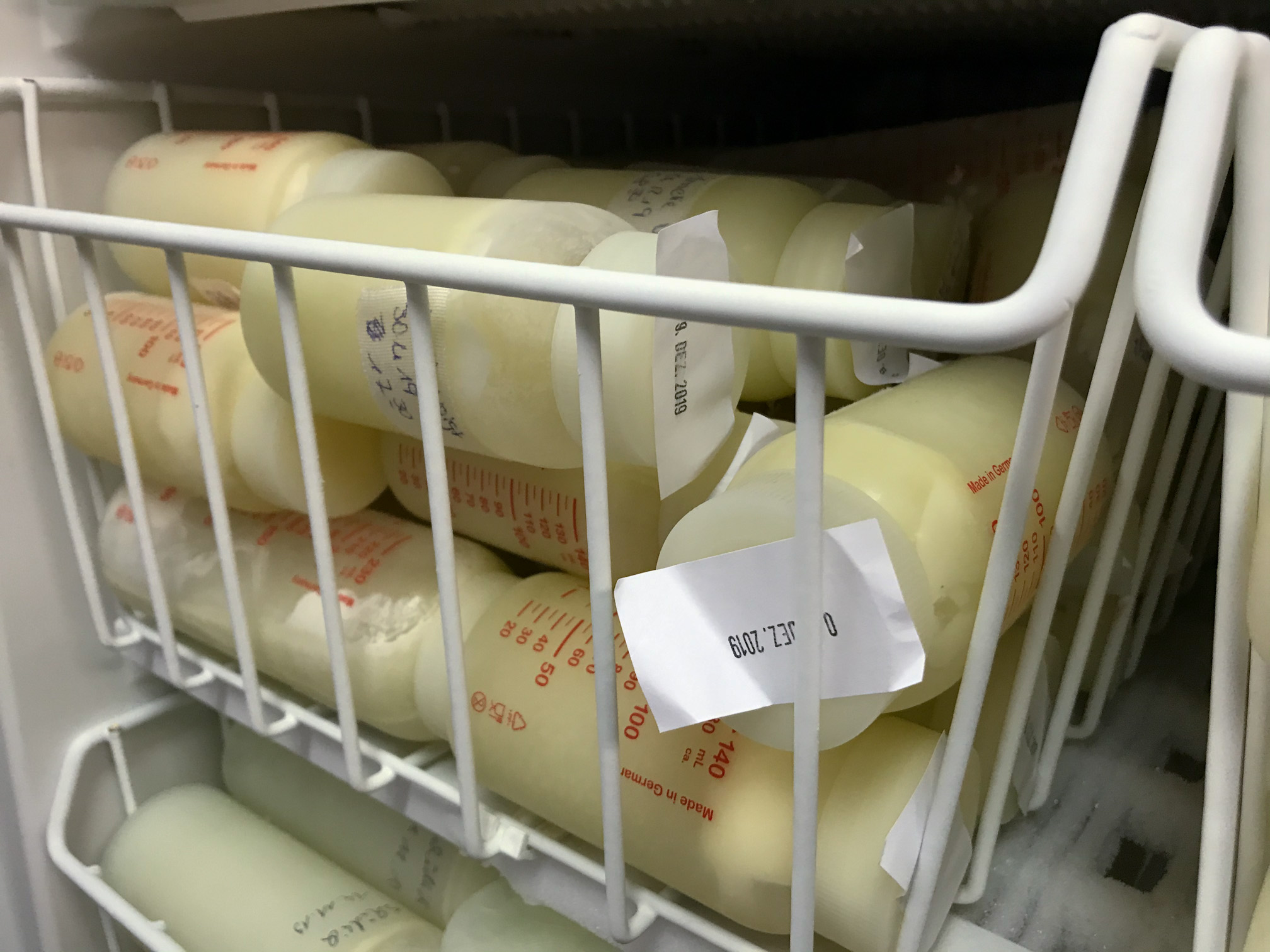
Frauenmilch kann gefroren über Monate gelagert werden.

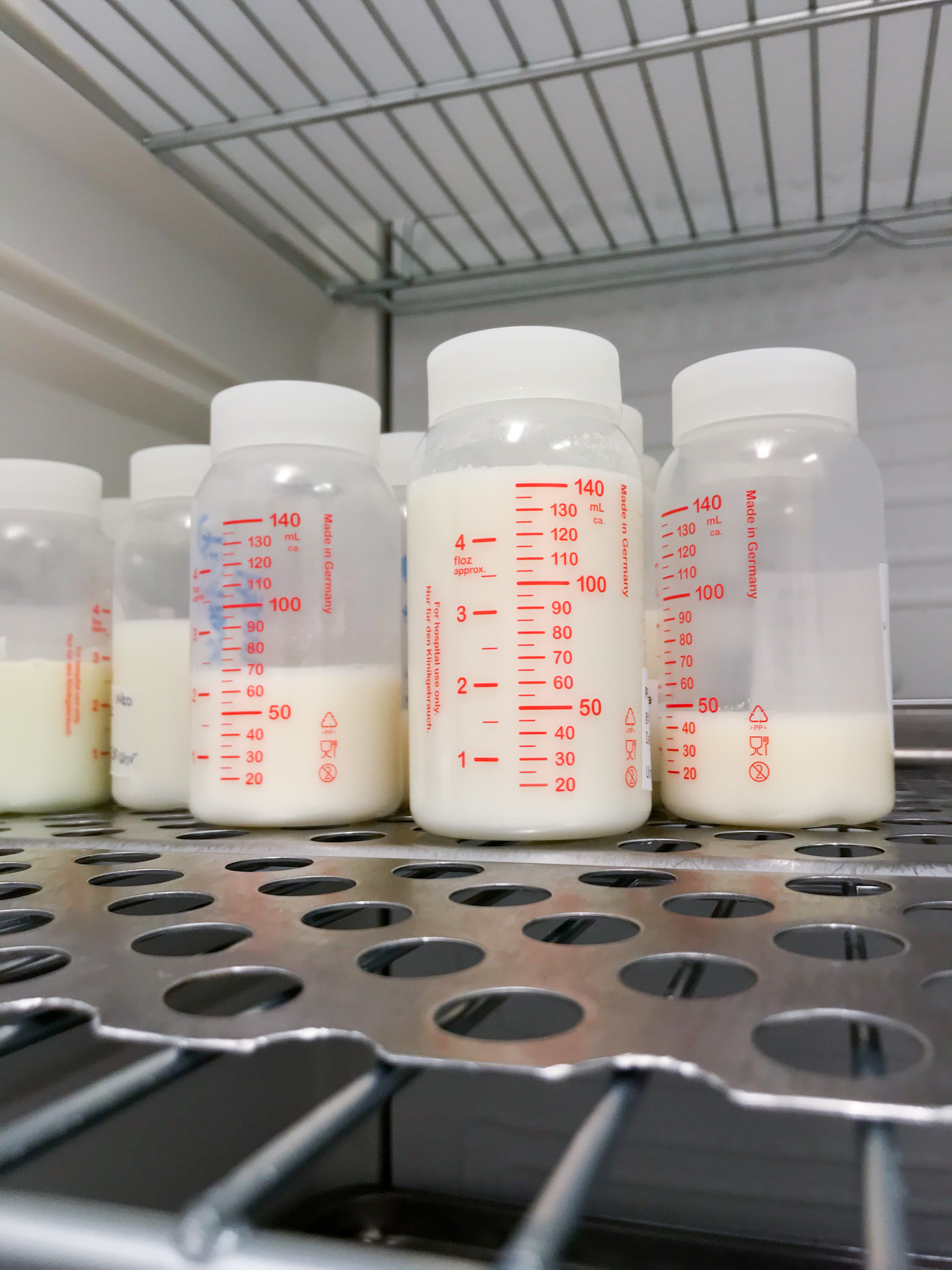
Frauenmilch wird bis unmittelbar vor Verwendung gekühlt.

Eine Frauenmilchbank (auch Humanmilchbank, Frauenmilchsammelstelle, Spendemilchbank) ist eine Einrichtung, die gespendete menschliche Milch sammelt, untersucht, lagert, verarbeitet und verteilt. Empfänger sind meist Frühgeborene, deren eigene Mütter (noch) nicht genug Milch haben. Letzteres ist nach Frühgeburt, bei schweren Erkrankungen der Mutter oder einer weiten räumlichen Trennung von Mutter und Kind (zum Beispiel in dünn besiedelten Ländern bei zentralisiert-spezialisierter Neugeborenenversorgung) der Fall. Muttermilch ist die beste Nahrung für Säuglinge; wenn sie nicht ausreichend zur Verfügung steht, ist Frauenmilch die zu bevorzugende Alternative, und zwar noch vor künstlichen Säuglingsnahrungen.

## Begriffe
Eine Milchküche findet sich in vielen Neugeborenenabteilungen: Dort wird Muttermilch, also die Milch der eigenen Mutter des belieferten Kindes, angenommen und verarbeitet. Außerdem werden dort andere Säuglingsnahrungen zubereitet. Frauenmilchbanken gibt es deutlich seltener; sie sind mit der Spende von menschlicher Milch an andere bedürftige Kinder befasst. Frauenmilch (auch Spendemilch) bezeichnet dabei – in Abgrenzung zu Muttermilch – die Milch einer anderen Frau als der eigenen Mutter. In vielen Frauenmilchbanken sind Milchküchen integriert.

## Aufgaben
Frauenmilchbanken dienen der Versorgung von Kindern mit gespendeter Frauenmilch, wenn die Milch der eigenen Mutter nicht ausreicht. Somit erhalten vor allem Früh- und Neugeborene sowie seltener ältere Säuglinge Milch aus Frauenmilchbanken. Die Frauenmilchbank trägt Sorge dafür, dass die Spendemilch sicher und nahrhaft ist. Dafür untersuchen die Frauenmilchbanken die angenommene Milch; außerdem befragen und testen sie die Spenderinnen regelmäßig bezüglich Krankheiten und Medikamenteneinnahme. Die Lagerung der Milch erfolgt entweder in Tiefkühlschränken oder sehr selten durch Gefriertrocknung. Vor Ausgabe wird die Nahrung entsprechend dem individuellen Bedarf des Empfängers mit Nährstoffen, Vitaminen und Spurenelementen angereichert (Fortifizierung); um eine besonders genaue Anpassung zu erreichen, kann in der Bank eingangs eine Nährstoffanalyse vorgenommen werden. Ähnlich einer Blutbank müssen Spender und Empfänger nachverfolgt werden (Tracking). Der Versand der Milch an ihren Bestimmungsort fällt ebenfalls in die Verantwortung der Frauenmilchbank. Ist eine Milchküche angeschlossen, können die Mitarbeiter die Mütter auf einen Überschuss an Milch aufmerksam machen und um die Spende des Überschusses bitten.

## Geschichte

### Vorläufer
Die ersten Ansätze der Milchspende sind im Ammenwesen zu finden. Die ältesten belegten Vorschriften, die sich mit dem Teilen von Milch in dieser Weise befassen, finden sich in der babylonischen Rechtssammlung Codex Hammurapi (18. Jahrhundert v. Chr.). Ab etwa dem 11. Jahrhundert wurde Stillen zunehmend als unschicklich wahrgenommen, weshalb die europäische Aristokratie ihre Kinder von Ammen säugen ließ. Wegen zunehmender Sorgen um den ungesunden Lebenswandel vieler Ammen ging das Ammenwesen wieder zurück. Zusätzlich bewegt durch Produktivitätseinbußen fütterten viele Bäuerinnen ihre Kinder mit Zuckerwasser und Milchbreien, statt sie zu stillen.

### Anfänge

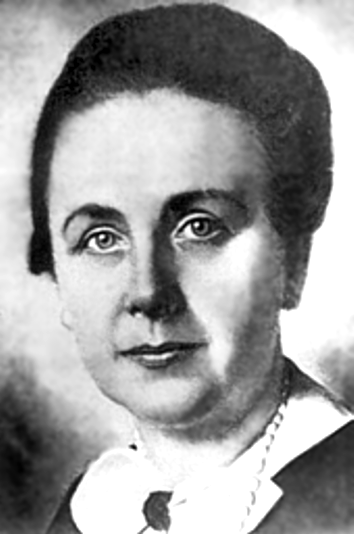
Marie-Elise Kayser (1885–1950), deutsche Kinderärztin, Begründerin der Frauenmilchsammelstellen in Deutschland.

Als die enorme Säuglingssterblichkeit am Ende des 19. Jahrhunderts angesichts sinkender Geburtenraten als gesellschaftliches Problem erkannt wurde, suchte man nach Möglichkeiten, sie zurückzudrängen. Anfang des 20. Jahrhunderts wurde zudem deutlich, dass gestillte Säuglinge deutlich seltener verstarben. Unter diesen Eindrücken begannen die Ärzte Ernst Mayerhofer und Ernst August Pribram ab 1908 im damaligen Wiener Kaiser-Franz-Josef-Spital menschliche Milch zum Zweck der Verteilung an bedürftige Säuglinge zu sammeln. Sie untersuchten zunächst die gesammelte Milch und erforschten deren Konservierung. Gemeinsam öffneten sie die „Zentrale für Frauenmilchversorgung“. In etwa zeitgleich, im Jahr 1910, eröffneten Stanisław Progulski im heutigen Lwiw und Fritz Bradley Talbot in Boston ebenfalls Frauenmilchsammelstellen.
Die Kinderärztin Marie-Elise Kayser, die 1919 im Krankenhaus Magdeburg-Altstadt eine Frauenmilchsammelstelle einrichtete, gilt als Begründerin des Frauenmilchbankwesens in Deutschland. Im Unterschied zu anderen Kliniken im Deutschen Kaiserreich, die bereits zuvor in kleinerem Rahmen Säuglinge mit Spendemilch ernährten, warb Kayser auch außerhalb von Kliniken und Wöchnerinnenheimen um gespendete Milch. Kayser veröffentlichte erstmals Standards und fand in der Pasteurisierung eine einfache Methode, auch menschliche Milch lange haltbar zu machen. Sie unterstützte Kliniken im In- und Ausland bei der Einrichtung weiterer Frauenmilchsammelstellen.

### Verbreitung
Nach dem Ersten Weltkrieg wurde aus gesundheits- und bevölkerungspolitischen Erwägungen vermehrt Stillpropaganda betrieben. Im nationalsozialistischen Deutschland erlebte das Frauenmilchbankwesen eine Institutionalisierung und eine flächendeckende Verbreitung. Die Frauenmilchbanken wurden im Rahmen der nationalsozialistischen Rassenideologie als Werkzeug zur Stärkung des „deutschen Volkes“ propagiert. Nach massiver Kriegszerstörung zählte man 1959 in der BRD 26 und in der DDR über 60 Milchbanken. Das mag auch an der frühen institutionellen Förderung der Milchbanken in der DDR gelegen haben: Die Einrichtung von staatlichen Frauenmilchsammelstellen war gesetzlich vorgeschrieben. Auf dem Höhepunkt im Jahr 1989 wurden in der DDR insgesamt 200.000 Liter humane Milch gesammelt; das war genug, um nicht nur alle Kliniken, sondern – auf ärztliche Anordnung – auch ambulante Patienten mit Frauenmilch zu versorgen.

### Rückgang
Technischer Fortschritt und aggressive Vermarktung ließen die künstlichen Säuglingsnahrungen florieren: Die Stillraten sanken und auch Milchbanken wurden von den ab 1951 zunehmend verfügbaren künstlichen Säuglingsnahrungen verdrängt. Wachsende toxikologische und hygienische Bedenken, zuletzt besonders infolge der HIV-Epidemie, zwangen viele Banken zu schließen. Schon zuvor schlossen bis Ende der 1970er die letzten großen Frauenmilchbanken in der BRD, gerade als das Interesse am Stillen wieder zu wachsen begann. Gleichzeitig gab es Kliniken, die weiterhin interne Milchspenden zuließen. Bei der Angleichung der Gesundheitssysteme während der deutschen Wiedervereinigung wurden die Milchbanken in den neuen Bundesländern dezimiert. Am Tiefpunkt im Jahr 2006 gab es in Deutschland lediglich noch 15 Frauenmilchbanken, die sich alle in Ostdeutschland befanden.

### Wiederentdeckung
Ab Ende des 20. Jahrhunderts stieg außerdem aufgrund mehrerer gleichlaufender Entwicklungen die Überlebenswahrscheinlichkeit immer kleinerer Frühgeborener und kranker Neugeborener. Die Weltgesundheitsorganisation und viele medizinische Fachgesellschaften erneuerten ab 1980 ihr Bekenntnis zu menschlicher Milch als bester Neugeborenennahrung. 2018 gründete sich mit der Frauenmilchbank-Initiative ein gemeinnütziger, deutschlandweit tätiger Verein, der die flächendeckende Versorgung mit Spendemilch zum Ziel hat.

## Derzeitige Situation

### Deutschland
In der Bundesrepublik Deutschland gibt es (Stand März 2023) 210 Perinatalzentren, die Neugeborene mit einem Geburtsgewicht von unter 1500 Gramm versorgen dürfen. Demgegenüber gibt es nur gut 40 Frauenmilchbanken, von denen die meisten an solchen Perinatalzentren angesiedelt sind. Nur in Niedersachsen und Schleswig-Holstein werden Milchbanken gezielt vom Land, das gesetzlich für Investitionen in Krankenhäusern verantwortlich ist, gefördert. Ein Landtagsbeschluss in Thüringen wird von Regierung und Parlamenten bisher nicht umgesetzt. Die Krankenkassen vergüten die besonderen Aufwendungen, die durch die Ernährung mit Spendemilch entstehen, nicht. Milchbanken werden in Deutschland von den Lebensmittelbehörden überwacht. Eine formale rechtliche Einordnung gespendeter Milch fehlt bisher.

### Europa
Einer Erhebung der European Milk Bank Association aus dem Jahr 2021 zufolge gibt es in Europa (inklusive Türkei und Russland) 282 Frauenmilchbanken. In der Europäischen Union finden sich sehr verschiedene rechtliche Rahmenbedingungen und Handlungsempfehlungen. Die Europäische Kommission erarbeitet derzeit eine umfassende Regulierung aller Substanzen menschlichen Ursprung, die auch menschliche Milch umfassen soll.

### Weltweit
Die WHO erarbeitet derzeit (März 2023) eine weltweite Leitlinie für Milchspende. Die Global Alliance of Milk Banks and Associations ist das derzeit größte funktionierende weltweit agierende Netzwerk, es wurde während der Corona-Pandemie online gegründet. Brasilien gilt als weltweit führend bei der Versorgung mit Frauenmilch; so sammelte man dort 2022 in den flächendeckend verteilten 228 Milchbanken und 238 Sammelstellen 234.000 Liter menschliche Milch. Wegen schlechter Verfügbarkeit und hoher Kosten von Säuglingsnahrungen sowie Rückständen bei der neonatologischen Versorgung würden Entwicklungsländer besonders von Frauenmilch profitieren; leider sind beispielsweise auf dem gesamten afrikanischen Kontinent lediglich 9 Milchbanken bekannt.

## Vorteile
Die ausschließliche Ernährung mit menschlicher Milch beugt vielen Erkrankungen, nämlich Frühgeborenenretinopathie, Sepsis und nekrotisierender Enterokolitis vor. Die Bestandteile menschlicher Milch sind weder vollständig bekannt noch können sie unter Aufbietung aller technischen Möglichkeiten vollumfänglich künstlich hergestellt werden.

## Nachteile
Nach dem aufwendigen Abpumpen und Abgeben der Milch, entstehen bei Einrichtung und Betrieb einer Frauenmilchbank hohe Personal-, Infrastruktur- und Materialkosten. Zudem verhindern regulatorische Unsicherheiten häufig die Errichtung oder den Ausbau der Frauenmilchbanken.

## Spenderinnen
Die genauen Kriterien für Spenderinnen legt jede Milchbank selbst fest. In jedem Fall muss die Spenderin nach Versorgung der eigenen gestillten Kinder über einen Überschuss an Milch verfügen. Sie muss frei von übertragbaren Krankheitserregern, insbesondere Hepatitis B und C, HIV und Syphilis sein. Sie darf außerdem keine Medikamente einnehmen, die nach Übergang in die Milch für Empfänger schädlich sein können.